# Meyer Werft

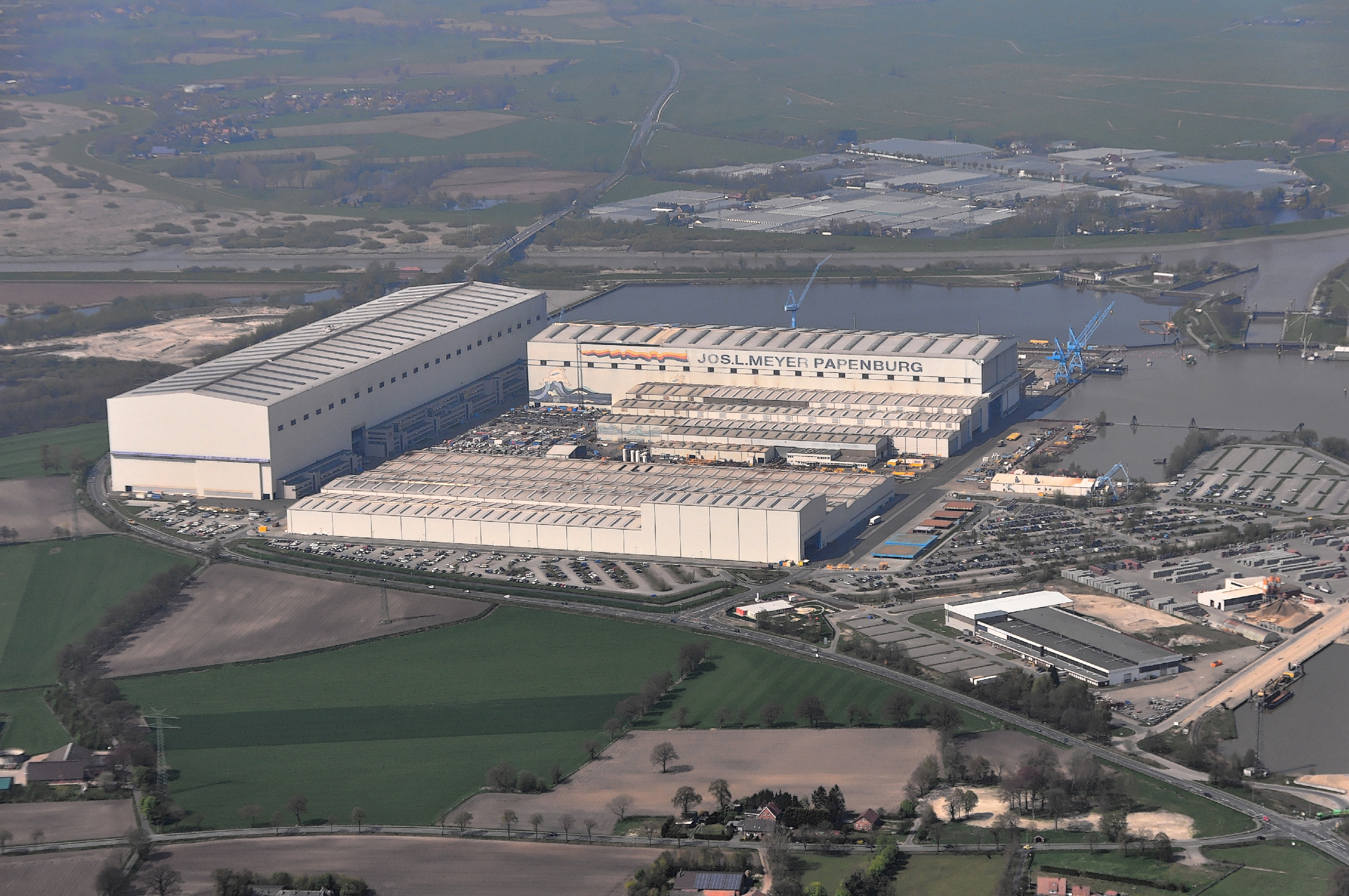
Meyer Werft em Papenburg (2013).

Meyer Werft GmbH é um estaleiro alemão com sede e instalações industriais em Papenburg nas margens do rio Ems.

## História
O estaleiro foi fundado em 1795 por Willm Rolf Meyer e permaneceu como propriedade e administração da família Meyer por seis gerações. Em 1997 passou a fazer parte do grupo empresarial Meyer Neptun, que também é proprietária do estaleiro Neptun Werft estabelecido na cidade de Rostock as margens do rio Warnow.

## Lista de estaleiros do grupo
- Meyer Werft (localizado em Papenburg)
- Neptun Werft (localizado emRostock)
- Meyer Turku (localizado em Turku)